# Leonor de Habsburgo-Lorena
Eleonore von Habsburg-Lothringen (nascida: Eleonore Maria del Pilar Iona Christina Jelena von Habsburg; atualmente: Eleonore Maria del Pilar Iona Christina Jelena von Habsburg-Lothringen; Salzburgo, 28 de fevereiro de 1994 é uma modelo e designer de joias austríaca. Ela é um membro da ex-imperial Casa de Habsburgo-Lorena.
Ela é a bisneta do último imperador austríaco Carlos I da Áustria, através de seu avô o príncipe Otto von Habsburg.

## Biografia
Eleonore nasceu em 1994 em Salzburgo na Áustria, como a filha do arquiduque de Carlos de Habsburgo-Lorena, político e o atual chefe da Casa de Habsburgo-Lorena e da baronesa Francesca Thyssen-Bornemisza.
A Eleonore tem dois irmãos caçulas: o piloto de automóveis Ferdinand Zvonimir Maria Balthus Keith Michal Otto Antal Bahnam Leonhard (nascido a 21 de junho de 1997) e a Gloria Maria Bogdana Paloma Regina Fiona Gabriela (nascida a 15 de outubro de 1999)
Os seus avós maternos são o Barão Hans Heinrich Thyssen-Bornemisza e Fiona Frances Elaine Campbell-Walter, uma modelo com formação aristocrática, cujo pai o vice-almirante Keith McNeill Campbell-Walter foi ajudante-de-ordens do rei George VI do Reino Unido. Os seus avós paternos eram o arquiduque Otto Habsburgo, Príncipe Herdeiro da Áustria e a princesa Regina de Saxe-Meiningen. Os seus bisavós paternos são: o Carlos I da Áustria e a princesa Zita de Bourbon-Parma, que foram os últimos imperador reinante e imperatriz consorte da Áustria.

## Educação
Habsburg frequentou o internato particular na cidade de Gstaad na Suíça.
Posteriormente, estudou direito na particular European Business School London, localizada na cidade de Londres na Inglaterra. Ela completou o seu mestrado no famoso e particular Istituto Marangoni Milan, localizado na cidade de Milão na Itália, em design de joias na metade de 2020; e agora trabalha como uma designer de joias. A Eleonore também trabalhou como modelo, sendo destaque em campanhas publicitárias e andando na passarela da Dolce & Gabbana .

## Casamento
Em 20 de julho de 2020, Eleonore Habsburg casou-se com o piloto de carros de corrida belga Jérôme d'Ambrosio em uma pequena cerimônia civil no Registro Civil de Mônaco.